# Cantón de Oust
El cantón de Oust era una división administrativa francesa, que estaba situada en el departamento de Ariège y la región de Mediodía-Pirineos.

## Composición
El cantón estaba formado por ocho comunas:
- Aulus-les-Bains
- Couflens
- Ercé
- Oust
- Seix
- Sentenac-d'Oust
- Soueix-Rogalle
- Ustou

## Supresión del cantón de Oust
En aplicación del Decreto n.º 2014-174 de 18 de febrero de 2014, el cantón de Oust fue suprimido el 22 de marzo de 2015 y sus 8 comunas pasaron a formar parte del nuevo cantón de Couserans-Este.